# Imre Kertész
Pour les articles homonymes, voir Kertesz.
Dans le nom hongrois Kertész Imre, le nom de famille précède le prénom, mais cet article utilise l’ordre habituel en français Imre Kertész, où le prénom précède le nom.
Imre Kertész ([ˈimrɛ],[ˈkɛrteːs]), né le 9 novembre 1929 à Budapest et mort le 31 mars 2016 dans la même ville, est un écrivain hongrois, survivant des camps de concentration. Il est lauréat du prix Nobel de littérature en 2002 « pour une écriture qui soutient la fragile expérience de l'individu contre l'arbitraire barbare de l'histoire ». Son œuvre est, par ailleurs, « tout entière, interrogation sur les pouvoirs du roman ».
L'expérience concentrationnaire nourrit toute son œuvre, intimement liée à l'exorcisation de ce traumatisme. L'édification d'une patrie littéraire constitue le refuge d'un être qui constate l'absurdité du monde car on lui a un jour « refusé le statut d'être humain ». Ses ouvrages ouvrent une réflexion sur les conséquences dévastatrices du totalitarisme et la solitude de l'individu, condamné à la soumission et la souffrance silencieuse.

## Biographie

### D'Auschwitz à la Hongrie stalinienne
Imre Kertész est né dans une famille juive modeste, d'un père marchand de bois  et d'une mère employée. De son père, il dit que « son plus cher désir était que son fils s’élève dans la vie au-dessus de lui ». Il décrit son enfance comme assez malheureuse, par exemple dans Kaddish pour l'enfant qui ne naîtra pas, relatant notamment la violence des internats pour garçons, mais aussi dans Le Dossier K.. Depuis 1920, un quota de 6% de Juifs est instauré à l'Université, si bien que ses parents exercent une grande pression quant à ses résultats scolaires, ce qu'il vit mal.
Il supporte mal les disputes de ses parents, qui les mènent au divorce, ainsi que la mise en internat dès ses cinq ans, puis le mépris réciproque de ses parents après leur séparation, et enfin la nouvelle femme de son père, qu'il juge stupide et sans pudeur. 
En 1944, à l'âge de 14 ans, il est déporté à Auschwitz, puis transféré à Buchenwald. Après la libération du camp, il suit un convoi américain qui amène les rescapés à la frontière. Des soldats américains proposent aux survivants d'émigrer en Suède ou en Suisse, plutôt que de retourner dans la Hongrie communiste, mais Kertész fait le choix de rentrer. 
Il revient à Budapest en juillet 1945. Son père est mort, sans doute le 22 mars 1945 à Felsorakos. Sa belle-mère s'est remariée ; elle intègre la police hongroise ; Kertész, après une brève visite à son retour, ne la contacte plus. Il s'installe chez sa mère, avec qui il vit dans la pauvreté.
Il adhère au Parti communiste, dont il voit vite la dimension oppressive sur les consciences. En 1948, il devient journaliste. Mais le journal dans lequel il travaille devient l'organe officiel du Parti communiste en 1951, et Kertész est licencié. Il travaille alors quelque temps dans une usine, puis au service de presse du Ministère de l'Industrie.

### Les premières activités littéraires
Congédié à nouveau en 1953, il se consacre dès lors à l'écriture et à la traduction. La découverte de L'Étranger d'Albert Camus lui révèle, à 25 ans, sa vocation. La philosophie de l'absurde devient un modèle fondateur pour son œuvre. À partir de la fin des années 1950 et tout au long des années 1960, il écrit des comédies musicales pour gagner sa vie. Il traduit de nombreux auteurs de langue allemande comme Friedrich Nietzsche, Hugo von Hofmannsthal, Arthur Schnitzler, Sigmund Freud, Joseph Roth, Ludwig Wittgenstein et Elias Canetti qui ont une influence sur sa création littéraire. 
Dans les années 1960, il commence Être sans destin, récit d'inspiration autobiographique qu'il conçoit comme un « roman de formation à l'envers ». Ce roman sobre, distancié et parfois ironique sur la vie d'un jeune déporté hongrois, constitue le premier opus d'une trilogie sur la survie en camp de concentration. Il évoque notamment le point de vue de la victime dans l'histoire et son conditionnement occasionnel, voire banal, à l'entreprise de déshumanisation menée par l'Allemagne nazie. Cette acceptation passive et ordinaire de l'univers concentrationnaire se distingue du témoignage de Primo Levi dans Si c'est un homme. L'ouvrage ne paraît qu'en 1975, avec un accueil assez modeste. Une critique littéraire, Eva Haldimann, du journal suisse allemand Neue Zürcher Zeitung, remarque cependant le récit et une critique est publiée le 19 mars 1977, ce qui va contribuer à le faire connaître en Europe de l'Ouest. Imre Kertész découvre par hasard la critique dans un journal abandonné dans une piscine de Budapest. Il s'ensuit une correspondance entre la critique littéraire et l'auteur entre 1977 et 2002 qui sera publiée, en 2009, sous le titre : Briefe an Eva Haldimann.
Après la publication d'Être sans destin, il est admis à la résidence des écrivains de Szigliget. Le 19 mai 1976, lors d'une soirée qu'il qualifie de « visionnaire », il jette les bases d'une bonne partie de ses œuvres suivantes : Kaddish pour l'enfant qui ne naîtra pas, Le Refus, Le Drapeau anglais et L'Ultime auberge. Il y passe ensuite régulièrement des mois d'écriture intense, qu'il considère par la suite comme les meilleures années de sa vie.

### La reconnaissance internationale
C'est seulement après la réédition en 1985 d'Être sans destin que Kertész connaît le succès dans son pays. Il était par ailleurs tenu à l'écart par le régime communiste. Après la chute du régime en 1989, il connaît un succès de plus en plus grandissant. Il cesse l'activité de traducteur en 1995, date à laquelle il publie une traduction des Remarques de Ludwig Wittgenstein.
Il obtient en 2002 le prix Nobel de littérature, « pour une œuvre qui dresse l'expérience fragile de l'individu contre l'arbitraire barbare de l'histoire ».
En 2003, il est élu membre de l'Académie des arts de Berlin et reçoit en 2004 la croix de grand officier de l'Ordre du Mérite de la République fédérale d'Allemagne (Großen Bundesverdienstkreuz mit Stern). 
Ses derniers textes et entretiens évoquent avec lucidité son combat contre la maladie de Parkinson. C'est notamment le cas de Sauvegarde (2011), autoportrait d'un homme à l'hiver de sa vie, vivant simultanément la maladie de Parkinson, la réception de la Médaille Goethe et le cancer de son épouse. Kertész y circonscrit réflexions littéraires, notes, souvenirs et anecdotes sur son parcours, notamment sa fuite vers l'Allemagne et l'antisémitisme dont il a à nouveau fait l'objet en Hongrie après son retour des camps, et surtout lors du début des années 1990, qui voient en Hongrie la reformation de groupes néo-nazis. Il meurt le 31 mars 2016 à Budapest, ville dans laquelle il était né et où il est revenu en 2013 après un exil de dix ans à Berlin. Son ami Péter Esterházy prononce son oraison funèbre, qu'il conclut par les mots : « Souffrance, inquiétude, silence. ». Son épouse Magda décède le 9 septembre 2016.

## Distinctions
- Pour le Mérite

## Œuvre

### Présentation générale
L’œuvre d'Imre Kertész a pour objet central l'univers concentrationnaire, qu'il résume sous le terme englobant d'Auschwitz. Être sans destin est souvent perçue comme son œuvre centrale, puisqu'elle raconte l'expérience de l'auteur comme adolescent vivant la souffrance des camps à Auschwitz puis Buchenwald. Les œuvres suivantes opèrent pour une grande part une méditation sur cette expérience, sa signification, et la capacité ou non de la littérature à pouvoir rendre compte de cela, ou même d'avoir encore un sens après ce « point zéro » qu'est Auschwitz pour l'auteur. 
Autour d'Être sans destin se constitue une « trilogie de l'absence de destin », avec les romans Le Refus et Kaddish pour l'enfant qui ne naîtra pas. Le roman Liquidation vient compléter ce cycle.
Un autre cycle est constitué par les journaux de l'auteur, issus des nombreuses notes prises au cours de la rédaction de ses romans, et qui traduisent sa réflexion sur la littérature. On compte ainsi Journal de galère, Un Autre. Chronique d'une métamorphose et L'Ultime Auberge, à quoi il faut ajouter les notes réunies dans Le Spectateur (écrites à la même période qu'Un Autre). Ce ne sont pas des journaux au sens habituel du terme, puisque l'auteur a retravaillé et réagencé ses notes pour la publication, les constituant en œuvres littéraires à part entière. 
Ses essais et conférences sont réunis dans le volume L'Holocauste comme culture.

### Style
L'esthétique de Kertész ressemble à celle de Franz Kafka et d'autres écrivains de la Mitteleuropa. Il peut également être rapproché d'Albert Camus et de Samuel Beckett tant pour ses recherches narratives et formelles que pour le thème de l'absurde et du désespoir qui hantent son œuvre. Son expression fonctionne en périodes distinctes et joue du ressassement et de l'ironie mordante, parfois cruelle, mêlés à plusieurs références d'ordre historique, politique, philosophique et artistique. L'auteur se veut un styliste du verbe et combine témoignage autobiographique, délires, ambiguïté, considérations universelles et dimension analytique du langage, héritée de la tradition littéraire austro-allemande dont il est familier. Précise, riche en métaphores et suggestive, son écriture est marquée par le goût des parenthèses juxtaposées avec un aspect très plastique de la phrase au profil raffiné.

## Œuvres
La traduction française de toutes les œuvres d'Imre Kertész publiées chez Actes Sud est de Charles Zaremba et Natalia Zaremba-Huzsvai.
- Sorstalanság (1975) Publié en français sous le titre Être sans destin, Arles, Éditions Actes Sud, 1998 (voir critique)  (ISBN 978-2742784899)
- A nyomkereső (1977) Publié en français sous le titre Le Chercheur de traces, Arles, Éditions Actes Sud, 2003  (ISBN 978-2742743551)
- Detektívtörténet (1977) Publié en français sous le titre Roman policier, Arles, Éditions Actes Sud, 2006  (ISBN 978-2742759095)
- A kudarc (1988) Publié en français sous le titre Le Refus, Arles, Éditions Actes Sud, 2001  (ISBN 978-2742733064)
- Kaddis a meg nem született gyermekért (1990) Publié en français sous le titre Kaddish pour l'enfant qui ne naîtra pas, Arles, Éditions Actes Sud, 1995  (ISBN 978-2742745982)
- Az angol lobogó (1991) Publié en français sous le titre Le Drapeau anglais, Arles, Éditions Actes Sud, 2005  (ISBN 978-2330006419)
- Gályanapló (1992) Publié en français sous le titre Journal de galère, Arles, Éditions Actes Sud, 2010  (ISBN 978-2742792382)
- Jegyzőkönyv (1993) Publié en français sous le titre Procès verbal, inclus dans Le Drapeau anglais, Arles, Éditions Actes Sud, 2010
- A holocaust mint kultúra (1993) Publié en français sous le titre L'Holocauste comme culture, inclus dans L'Holocauste comme culture. Discours et essais, Arles, Éditions Actes Sud, 2009  (ISBN 978-2742782314)
- Valaki más: a változás krónikája (1997) Publié en français sous le titre Un autre, chronique d'une métamorphose, Arles, Éditions Actes Sud, 1999  (ISBN 978-2742723874)
- A gondolatnyi csend, amíg a kivégzőosztag újratölt (1998)
- A száműzött nyelv (2001) Publié en français sous le titre La langue exilée, inclus dans L'Holocauste comme culture. Arles, Editions Actes Sud, 2009.
- Felszámolás, (2003) Publié en français sous le titre Liquidation, Arles, Éditions Actes Sud, 2004  (ISBN 978-2742747634)
- A K. dosszié (2006) Publié en français sous le titre Dossier K, Arles, Éditions Actes Sud, 2008  (ISBN 978-2742772384)
- Briefe an Eva Haldimann (2009), traduction de Kristin Schwamm, Rowohlt  (ISBN 978-3498035457), parution en hongrois sous le titre Haldimann-levelek en 2010  (ISBN 978-9631427615)
- Mentés másként (2011) Publié en français sous le titre Sauvegarde. Journal 2001-2003, Arles, Éditions Actes Sud, 2012  (ISBN 978-2330010829)
- A végső kocsma (2014) Publié en français sous le titre L’Ultime Auberge, Arles, Éditions Actes Sud, 2015  (ISBN 978-2330038960)
- A néző (2016) Publié en français sous le titre Le Spectateur, Arles, Éditions Actes Sud, 2023,  (ISBN 978-2330183967)